# Temporada 1973-74 de la ABA
La Temporada 1973-74 de la ABA fue la séptima temporada de la American Basketball Association. Tomaron parte 10 equipos divididos en dos conferencias, disputando una fase regular de 84 partidos cada uno. Los campeones fueron los New York Nets que derrotaron en las Finales a los Utah Stars.

## Equipos participantes
El único cambio que se produjo esta temporada fue el de los Dallas Chaparrals, que se movieron dentro del estado de Texas para ir a parar a San Antonio, convirtiéndose en los San Antonio Spurs. Esta es la relación de equipos:
- Carolina Cougars
- Denver Rockets
- Indiana Pacers
- Kentucky Colonels
- Memphis Pros
- New York Nets
- San Antonio Spurs
- San Diego Conquistadors
- Utah Stars
- Virginia Squires

## Clasificaciones finales
| Equipo            | G  | P  | %    | PV |
| ----------------- | -- | -- | ---- | -- |
| New York Nets     | 55 | 29 | 65,5 | -  |
| Kentucky Colonels | 53 | 31 | 63,1 | 2  |
| Carolina Cougars  | 47 | 37 | 56,0 | 8  |
| Virginia Squires  | 28 | 56 | 33,3 | 27 |
| Memphis Tams      | 21 | 63 | 25,0 | 34 |

| Equipo                  | G  | P  | %    | PV |
| ----------------------- | -- | -- | ---- | -- |
| Utah Stars              | 51 | 33 | 60,7 | -  |
| Indiana Pacers          | 46 | 38 | 54,8 | 5  |
| San Antonio Spurs       | 45 | 39 | 53,6 | 6  |
| Denver Rockets          | 37 | 47 | 44,0 | 14 |
| San Diego Conquistadors | 37 | 47 | 44,0 | 14 |

## Estadísticas
| Categoría                    | Jugador        | Equipo                  | Prom. |
| ---------------------------- | -------------- | ----------------------- | ----- |
| Puntos por partido           | Julius Erving  | New York Nets           | 27,4  |
| Rebotes por partido          | Artis Gilmore  | Kentucky Colonels       | 18,3  |
| Asistencias por partido      | Al Smith       | Denver Rockets          | 8,1   |
| Robos por partido            | Ted McClain    | Carolina Cougars        | 3,0   |
| Tapones por partido          | Caldwell Jones | San Diego Conquistadors | 4,0   |
| Porcentaje de tiros de campo | Swen Nater     | Virginia / San Antonio  | 55,2  |
| Porcentaje de tiros libres   | Jimmy Jones    | Utah Stars              | 88,4  |
| Porcentaje de tiros de 3     | Louie Dampier  | Kentucky Colonels       | 38,7  |

## Premios de la ABA
- MVP de la temporada: Julius Erving, New York Nets
- Rookie del año: Swen Nater, Virginia Squires/San Antonio Spurs
- Entrenador del año: Babe McCarthy, Kentucky Colonels y Joe Mullaney, Utah Stars
- MVP de los Playoffs: Julius Erving, New York Nets
- Mejor quinteto de la temporada:
  - George McGinnis, Indiana Pacers
  - Julius Erving, New York Nets
  - Artis Gilmore, Kentucky Colonels
  - Jimmy Jones, Utah Stars
  - Mack Calvin, Carolina Cougars
- 2º mejor quinteto de temporada:
  - Willie Wise, Utah Stars
  - Dan Issel, Kentucky Colonels
  - Swen Nater, Virginia / San Antonio
  - Ron Boone, Utah Stars
  - Louie Dampier, Kentucky Colonels
- Mejor quinteto defensivo:
  - Julius Keye, Denver Rockets
  - Willie Wise, Utah Stars
  - Artis Gilmore, Kentucky Colonels
  - Mike Gale, Kentucky / New York
  - Fatty Taylor, Virginia Squires (empatado)
  - Ted McClain, Carolina Cougars (empatado)
- Mejor quinteto de rookies:
  - Larry Kenon, New York Nets
  - Mike Green, Denver Rockets
  - Swen Nater, Virginia / San Antonio
  - John Williamson, New York Nets
  - Bo Lamar, San Diego Conquistadors